# Нельсон, Джон (юрист)
Джон Нельсон (англ. John Nelson; 1 июня 1791 — 18 января 1860) — американский юрист, политический деятель, 17-й генеральный прокурор США.

## Ранняя жизнь
Джон Нельсон родился 1 июня 1791 года в городе Фредерике, штат Мэриленд. Он был четвертым ребенком Роджера Нельсона и Мэри Брук (урожденная Сим) Нельсон. Среди его братьев и сестер были Мэдисон Нельсон, Фредерик Стембель Нельсон и Сара (урожденная Нельсон) Молсби. Его отец служил бригадным генералом во время войны за независимость США (и одним из первых членов Ордена Цинциннати).
Он окончил Колледж Вильгельма и Марии в 1811 году и был принят в адвокатуру в 1813 году, начав практику во Фредерике.

## Карьера
В начале своей карьеры он занимал ряд различных должностей в штате Мэриленд. Впоследствии он был избран в палату представителей США от 4-го округа Мэриленда. Он был представителем в период с 4 марта 1821 по 3 марта 1823 года. В 1825 году Джон Нельсон получил степень в области права в Принстонском университете.
В период с 1831 по 1832 год был назначен поверенным в делах Королевства обеих Сицилий.
1 июля 1843 года президент Джон Тайлер назначил его на должность генерального прокурора США, которую он занимал до конца президентского срока. Он также исполнял обязанности государственного секретаря в течение месяца в 1844 году в связи с внезапной смертью Абеля Апшера.
После окончания президентского срока Джона Тайлера Нельсон ушел с государственной службы и вернулся в Балтимор.

## Личная жизнь
Нельсон был женат на Фрэнсис Харриот Берроуз, которая была дочерью Уильяма Уорда Берроуза I, второго коменданта морской пехоты ВМС США. В период брака у них родилось двое детей: Мэри Сим Нельсон (1819–1880) и Роза Лондония Нельсон (1825–1894).
После смерти своей первой жены в 1836 году он 13 марта 1838 года женился на Матильде Теннант, дочери Томаса Теннанта. В браке у них родилось двое детей: Джозеф Стори Нельсон и Теннант Нельсон.
Джон Нельсон умер в Балтиморе, штат Мэриленд, 8 января 1860 года.